# 勝龍國際
勝龍國際控股有限公司（英語：Success Dragon International Holdings Limited，港交所：1182），前身為從事物流業的「基業控股有限公司」、「海德太平洋集團有限公司」、「東聯控股有限公司」和「中青基業集團有限公司」，（王正平先生和英皇集團（私人企業）共同持有100%股權的Expert Rich及王施露比女士共同持有19.23%股權），是在香港交易所上市的綜合企業公司。由服裝貿易（巴黎世家總代理），證券買賣，以及策略性投資轉為經營娛樂等。
2006年，成之德及傅寶聯收購當時從事服裝貿易的基業控股，並開拓新業務經營網吧及電子遊戲。2010年，中青基業主席成之德及其妻榮智豐，因涉嫌貪污被廉政公署拘捕。

## 外部連結
- successdragonintl.com/ （页面存档备份，存于）